# Contea di Long'an
La contea di Long'an (隆安县S, Lóng'ān XiànP) è una contea della Cina, situata nella regione autonoma di Guangxi e amministrata dalla prefettura di Nanning.